# Волки и овцы
«Во́лки и о́вцы» — комедийная пьеса в пяти действиях Александра Островского. Пьеса написана в 1875 году. Напечатана в журнале «Отечественные записки», № 11 за 1875 год. Впервые поставлена в Петербурге 8 декабря 1875 года в Александринском театре. 26 декабря того же года состоялась премьера в Москве, в Малом театре.

## Сюжет
Действие комедии происходит в небольшом губернском русском городе в 1870-е годы.
Молодая, красивая и богатая вдова Купавина мечтает о счастье и любви. Она и не подозревает, какие страсти кипят вокруг неё. Многим не дает покоя её богатство, огромные лесные угодья, красивейшее имение.
Властная и честолюбивая помещица Мурзавецкая пытается завладеть собственностью Купавиной. Путём обмана, подлога Мурзавецкая пытается женить на ней своего беспутного племянника. Но появляется более хитрый, более расчётливый и умный человек, которому давно приглянулись и хорошенькая вдовушка, и её капиталы — это Беркутов, сосед Купавиной. Он вступает в решительный поединок с хитрецами и мошенниками — Мурзавецкой и её подобострастным окружением, направляя течение действия в нужное, выгодное только ему, русло. В результате он побеждает.

## Персонажи
- Меропия Давыдовна Мурзавецкая — девица лет 65-ти, помещица большого, но расстроенного имения; особа, имеющая большую силу в губернии
- Аполлон Викторович Мурзавецкий — молодой человек лет 24-х, прапорщик в отставке, племянник Мурзавецкой
- Глафира Алексеевна — бедная девица, родственница Мурзавецкой
- Евлампия Николаевна Купавина — богатая молодая вдова
- Анфуса Тихоновна — её тетка, старуха
- Вукол Наумыч Чугунов — бывший член уездного суда, лет 60-ти
- Михаил Борисович Лыняев — богатый, ожиревший барин, лет под 50, почетный мировой судья
- Василий Иванович Беркутов — помещик, сосед Купавиной; представительный мужчина, средних лет, с лысиной, но очень живой и ловкий
- Клавдий Горецкий — племянник Чугунова, красивый молодой человек, кудрявый, с румяным, загорелым лицом; одет в легком летнем сюртуке, застегнутом на все пуговицы; рубашка русская, цветная, без галстука; панталоны в сапоги.
- Павлин Савельич — дворецкий Мурзавецкой
- Влас — буфетчик Мурзавецкой
- Корнилий — лакей Мурзавецкого
- Приживалки Мурзавецкой
- Стропилин — подрядчик
- Лакеи Мурзавецкой
- Лакей Купавиной
- Столяр
- Маляр

## Постановки

### Дореволюционные
- 8 декабря 1875 — Александринский театр (бенефис Ф. А. Бурдина, исполнявшего роль Лыняева; Мурзавецкая — А. М. Читау, Чугунов — К. А. Варламов, Беркутов — А. А. Нильский, Мурзавецкий — Н. Ф. Сазонов, Купавина — В. К. Лядова-Сариотти, Анфуса — М. М. Александрова).
- 26 декабря 1875 — Малый театр (бенефис Н. А. Никулиной, исполнявшей роль Глафиры; Мурзавецкая — Е. Н. Васильева, Чугунов — С. В. Шумский, Беркутов — Н. Е. Вильде, Мурзавецкий — М. П. Садовский, Лыняев — И. В. Самарин, Горецкий — Н. И. Музиль, Купавина — Г. Н. Федотова, Анфуса — Акимова, Павлин — Живокини).
- 1892 — Театр Соловцова (ныне Национальный академический театр русской драмы имени Леси Украинки), Киев (Мурзавецкая — Шаровьева, Глафира — Немирович, Купавина — Самойлова, Чугунов — Чужбинов, Лыняев — Неделин, Беркутов — Песоцкий).
- 1894 — Малый театр (бенефис М. Садовского, исполнявшего роль Мурзавецкого; Мурзавецкая — Федотова, Глафира — Лешковская, Купавина — Ермолова, Анфуса — Садовская, Чугунов — Музиль, Лыняев — А. Ленский, Беркутов — Южин, Павлин — Макшеев, Горецкий — Н. Васильев).
- 1916 — Харьковский театр (реж. Н. Н. Синельников; Мурзавецкая — Струкова, Глафира — Леонтович, Чугунов — А. Петровский, Мурзавецкий — Путята, Купавина — Наблоцкая, Анфуса — Дубровская).

Пьесу также ставили Нижегородский, Ярославский, Самарский, Казанский и другие театры. Среди исполнителей: Жулева, Шебуева, Медведева (Мурзавецкая); Яблочкина, Шухмина (Глафира); Судьбинин, Н. Яковлев, Каширин (Мурзавецкий); Климов (Лыняев); Давыдов, Правдин (Чугунов) и др.

### Постановки в СССР
- 1917 — Малый театр (спектакль возобновлялся в 1935, 1941, 1944 годах; режиссёры 1944 года — П. Садовский и Б.Никольский, худ. Юон; Мурзавецкая — Яблочкина, Турчанинова, Пашенная; Мурзавецкий — Ильинский, Жаров, Светловидов; Глафира — Зеркалова, Еремеева; Купавина — Шатрова; Анфуса — Рыжова, Орлова; Лыняев — Светловидов, Рыжов; Беркутов — Ленин; Чугунов — Владиславский; Павлин — Гремин).
- 1927 — Московский драматический театр (реж. Сахновский и Волков, худ. Крымов; Мурзавецкая — Нарбекова и Борская, Мурзавецкий — Кторов, Глафира — В. Попова, Купавина — Жизнева, Анфуса — Блюменталь-Тамарина, Лыняев — Борисов и Зражевский, Беркутов — Бакшеев и А. Хохлов, Чугунов — Владиславский, Горецкий — Петкер, Павлин — Межинский).
- 1927 — Ленинградский театр драмы (к 35-летию артистической деятельности Грибуниной, исполнявшей роль Мурзавецкой; реж. Л. С. Вивьен, худ. К. Кустодиев — по эскизам Б. Кустодиева; Глафира — Вольф-Израэль, Купавина — Глебова, Мурзавецкий — Горин-Горяинов, Беркутов — Юрьев, Лыняев — Лерский и Зражевский, Чугунов — Певцов, Анфуса — Корчагина-Александровская, Павлин — Жуковский).
- 1934 — Театр-студия под руководством Ю. А. Завадского (режиссёры Завадский и Чистяков, худ. Федотов, композитор Алыпванг; Глафира — В. Марецкая, Мурзавецкий — Н. Мордвинов и Р. Плятт, Лыняев — О. Абдулов).
- 1936 — Театр имени Леси Украинки (Киев; реж. К. Хохлов, худ. Духновский).
- 1936 — Тбилисский русский драматический театр имени А. С. Грибоедова (Тбилиси; реж. Рубин, худ. В. Иванов).
- 1937 — Центральный театр Красной Армии (Москва; (реж. А. М. Лобанов, худ. Пименов; Мурзавецкая — Л. Дмитревская, Мурзавецкий — Бельский, Глафира — Д. Зеркалова, Купавина — Куприянова, Беркутов — А. Хованский, Чугунов — П. Константинов, Лыняев — А. Хохлов).
- 1940 — Свердловский театр драмы (режиссёр В. С. Битюцкий, худ. Кузьмин)
- 1941 — Ленинградский БДТ (реж. Рудник; Глафира — Казико, Купавина — Кибардина, Анфуса — Грановская, Беркутов — Мичурин, Чугунов — Лариков, Лыняев — Зонне).
- 1942 — Саратовский театр драмы (реж. Слонов, худ. Шаблиовский; Мурзавецкая — Лещинская, Мурзавецкий — Слонов, Глафира — Соболева, Беркутов — Муратов и Карганов, Анфуса — Стрижева, Лыняев — Несмелое).
- 1945 — Театр имени Янки Купалы (Минск; реж. Рахленко, худ. О. Марикс; Мурзавецкая — Ржецкая, Мурзавецкий — Владомирский, Глафира — Кашельникова, Станюта, Купавина — Галина, Чугунов — Глебов, Беркутов — Бирилло).
- 1948 — Театр «Эстония», Таллин (перевод Юксипа, он же исполнитель роли Чугунова, худ. Пеэк и Клаус; Мурзавецкая — Вяльбе, Мурзавецкий — А. Эскола, Глафира — Тальви, Купавина — Арт, Лыняев — Нууде, Беркутов — Каарм).
- 1949 — Казанский Большой драматический театр (реж. Медведев, худ. Гельмс).
- 1950 — Иркутский театр; Костромской театр; Тамбовский театр; Томский театр.
- 1951 — Ташкентский русский театр.
- 1952 — Закарпатский русский театр (Мукачево).
- 1984 — Ленинградский БДТ (реж. Г. А. Товстоногов; Глафира — Фрейндлих, Купавина — Крючкова, Беркутов — Стржельчик, Лыняев — Басилашвили).

Среди исполнителей пьесы в СССР: Массалитинова (Малый театр), Сатина (Тбилисский театр), Крамова (Иркутский театр) — Мурзавецкая; Гоголева, Фадеева (Малый театр), Чекмасова (Куйбышевский театр) — Глафира; Костромской (Малый театр), Юровский (Рижский рус. театр), Осис (Латв. театр драмы) — Лыняев; Амтман-Бриедит (Латв. театр драмы), Ф. Волгин (Смоленский театр) — Чугунов; Шатрова (Малый театр), Клинт (Латв. театр драмы) — Купавина.
В 1949 году в переводе Д. Магаршака пьеса была поставлена в Лондоне.

### Современные постановки
- 1992 — Мастерская Петра Фоменко, постановка Петра Фоменко, режиссёр Ма Чжэнхун. (Гран-при на международном фестивале «Контакт-93» в Польше; там же премия за лучшую мужскую роль у Юрия Степанова (роль Лыняева); Премия им. Станиславского у Андрея Казакова за роль Павлина Савельича; спектакль участвовал в Авиньонском театральном фестивале (Франция) в июле 1997 года)
- 1994 — Малый театр. Режиссёр-постановщик — В. Н. Иванов; художник — А. К. Глазунов. Мурзавецкая — Л. Полякова, Мурзавецкий — А. Коршунов, Глафира — Л. Титова, Купавина — И. Муравьева, Анфуса — Т. Панкова, Лыняев — В. Борцов, Беркутов — Н. Верещенко, Чугунов — В. Коршунов, Горецкий — А. Вершинин
- 1997 — Омский театр драмы, постановка Аркадия Каца
- 1998 — Русский академический драматический театр им. Максима Горького (Минск)
- 2005 — Челябинский государственный драматический камерный театр (Челябинск). Режиссёр — Руслан Ибрагимов, художник-постановщик — Тимур Дидишвили[1]
- 2008 — Театр Российской армии. Режиссёр-постановщик — Борис Морозов, композитор — Рубен Затикян, художник-постановщик — Иосиф Сумбаташвили
- 2008 — Театр «Комедианты» (Санкт-Петербург). Режиссёр-постановщик — Михаил Левшин[2]
- 2009 — Московский театр Олега Табакова (реж. Константин Богомолов; Мурзавецкая — Хайруллина, Мурзавецкий — Куличков, Глафира — Чиповская, Лыняев — Егоров, Клавдий — Фомин, Беркутов — Угрюмов, Славик — Чепурченко, Тамерлан — Сексте)
- 2009 — Мытищинский театр драмы и комедии «ФЭСТ». Режиссёр-постановщик — Изольда Хвацкая
- 2010 — Липецкий драматический театр. Режиссёр-постановщик — Юрий Горин, художник — В. Боер
- 2011 — Азербайджанский государственный русский драматический театр. Режиссёр — Тимур Насиров[3]
- Челябинский театр драмы им. Орлова (Челябинск). Режиссёр-постановщик — Аркадий Кац, художник-постановщик — Татьяна Швец[4]
- 2012 — Театральный институт имени Бориса Щукина. Курсовой спектакль режиссёрского факультета. Режиссёры — Л. Е. Хейфец и В. Г. Байчер [последний курс Хейфеца в институте как педагога]; сценограф — Яна Кандела
- 2013 — Иркутский академический драматический театр им. Н.Охлопкова.
- 2015 — Тамбовский драматический театр. Режиссёр — Аркадий Кац, художник — Татьяна Швец.
- 2018 — Белгородский государственный академический драматический театр им. М. С. Щепкина. Режиссёр-постановщик — Александр Кузин.
- 2021 — Новый театр Сочи. Режиссёр-постановщик — Константин Николаевич Демидов.
- 2022 — Театр имени Моссовета. Режиссёр — Игорь Яцко; Мурзавецкая — Валентина Талызина, Лыняев — Александр Бобровский, Беркутов — Александр Яцко, Павлин — Виктор Гордеев, Мурзавецкий — Андрей Анкудинов.

## Экранизации
- 1952 — Волки и овцы (СССР, режиссёр Владимир Сухобоков; телеверсия спектакля Малого театра)
- 1964 — Волки и овцы / Wölfe und Schafe (ГДР, режиссёр Детлоф Крюгер)
- 1971 — Волки и овцы / Wölfe und Schafe (ГДР, режиссёр Вильм тен Хааф)
- 1973 — Волки и овцы (СССР, режиссёры Вениамин Цыганков и Феликс Глямшин; телеверсия спектакля Малого театра)
- 2004 — Волки и овцы (Россия, режиссёр Пётр Фоменко; телеверсия спектакля Мастерской Петра Фоменко)
- 2006 — Русские деньги (Россия, режиссёр Игорь Масленников)
- 2012 — Волки и овцы (Россия, режиссёр Константин Богомолов; телеверсия спектакля Московского театра Олега Табакова)

## Прототип
Прототипом Меропии Давыдовны Мурзавецкой стала игуменья Митрофания (в миру баронесса П. Г. Розен) — дочь Г. В. Розена. С 5 по 19 октября 1874 года в Московском окружном суде слушалось дело по обвинению в подлогах, мошенничестве, присвоении и растрате чужого имущества начальницы Московской епархиальной Владычне-Покровской общины сестёр милосердия и Серпуховского монастыря игуменьи Митрофании (П. Г. Розен).